# Emys
Emys és un gènere de tortugues aquàtiques de la família dels emídids (Emydidae) que inclou dos espècies: 
- Tortuga d'estany europea (Emys orbicularis), tortuga autòctona de Catalunya, País Valencià, Illes Balears i de gran part d'Europa i del nord d'Àfrica
- Tortuga d'estany sicialiana (Emys trinacris). exclusiva de l'illa de Sicilia.

Alguns autors consideren que les especies nord-americanes incloses als gèneres Emydoidea i Actinemys haurien de ser incloses en el gènere Emys, malgrat que no es la tendència més habitual.